# 15e brigade d'aviation de transport
Pour les articles homonymes, voir 15e brigade.
La 15e brigade d'aviation de transport (numéro d'unité militaire А2215) est une unité de la Force aérienne ukrainienne qui est basée à l'aéroport de Kiev-Boryspil.

## Équipement
- Antonov An-26.
- Antonov An-24.
- Mil Mi-8.

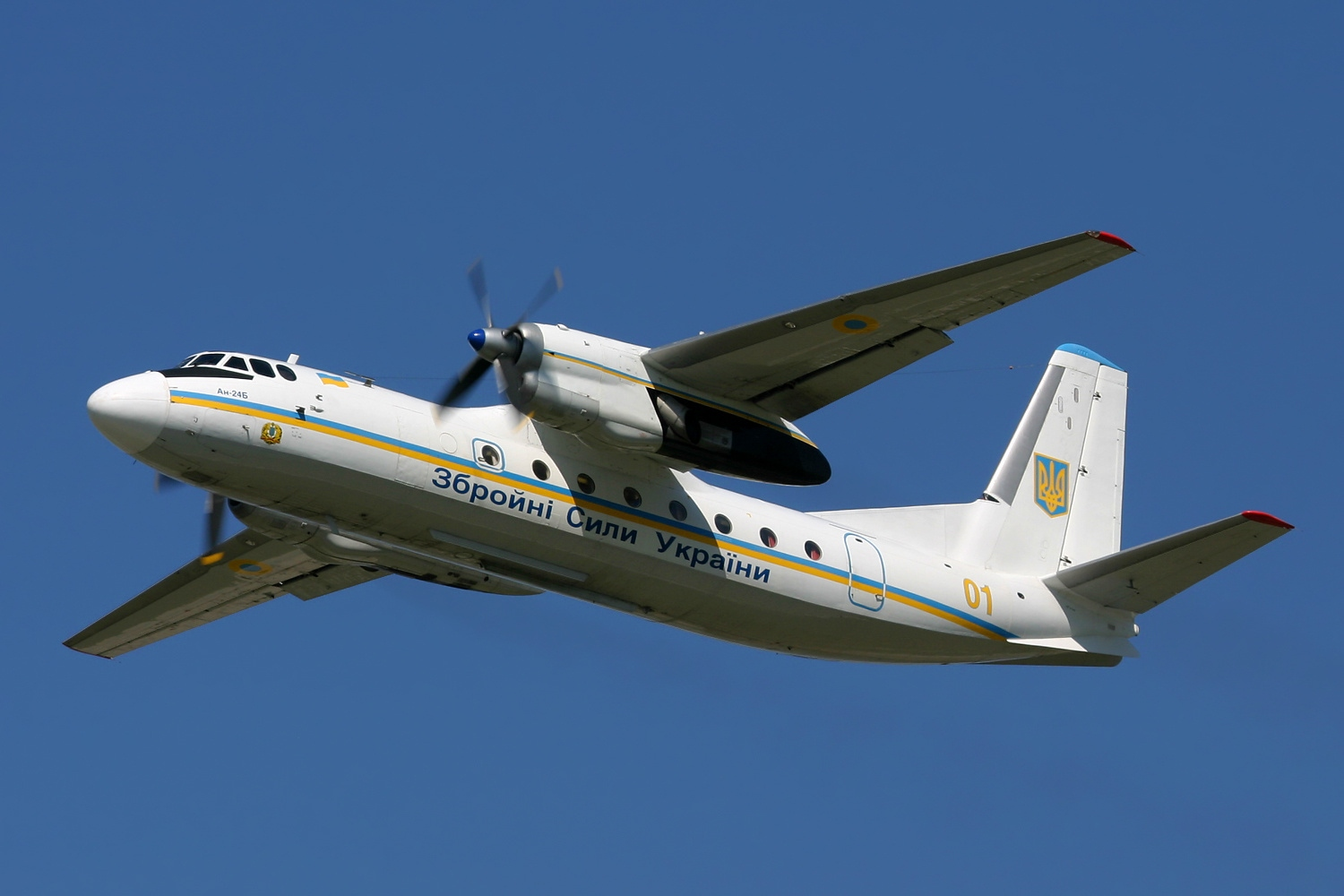
An-24 en 2008.
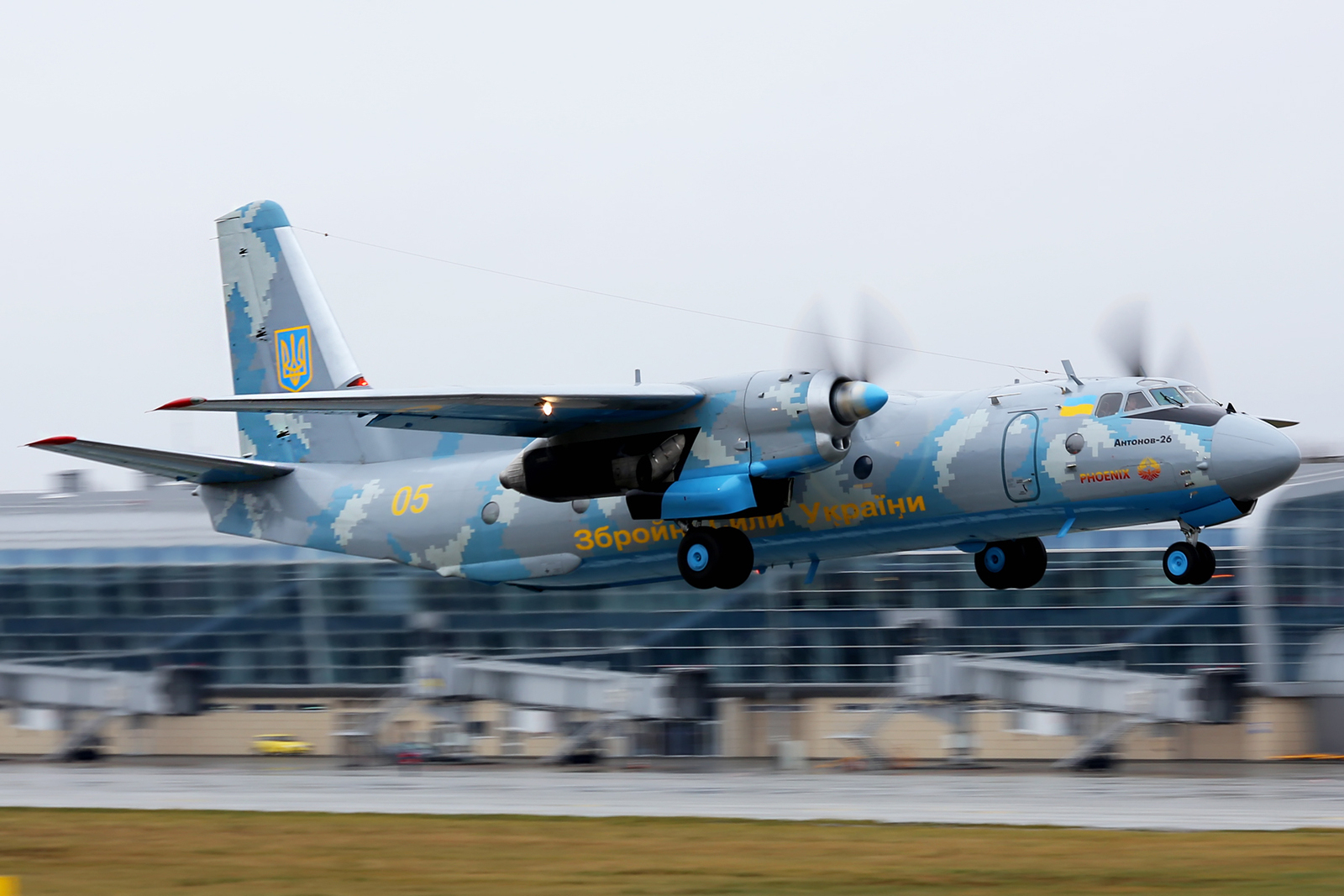
An-26 en 2014.

## Historique
La brigade est engagée lors de l'invasion de l'Ukraine par la Russie en 2022.